# Jaak Vandemeulebroucke
Jaak Vandemeulebroucke (ur. 27 maja 1943 w Avelgem) – belgijski i flamandzki polityk, nauczyciel oraz samorządowiec, eurodeputowany I, II, III i IV kadencji.

## Życiorys
Absolwent filozofii i literatury na Katholieke Universiteit Leuven. Pracował jako nauczyciel w szkole średniej Onze-Lieve-Vrouwecollege w Ostendzie, był także radnym miejskim tej miejscowości. Działacz Unii Ludowej, wchodził w skład władz wykonawczych tego ugrupowania. W latach 1974–1977 zasiadał w federalnej Izbie Reprezentantów. Później był zastępcą szefa gabinetu politycznego jednego z ministrów i doradcą w Europarlamencie. W latach 1981–1998 sprawował mandat posła do Parlamentu Europejskiego czterech kadencji, pełnił m.in. funkcję wiceprzewodniczącego Komisji ds. Polityki Regionalnej i Planowania Regionalnego. Później został działaczem Nowego Sojuszu Flamandzkiego.
Autor m.in. publikacji De hormonenmaffia.